# チリ海軍

チリ海軍の紋章。なお軍艦旗はチリ国旗と共通である。

チリ海軍（西：Armada de Chile）は、チリの海軍。

## 概要
2009年時点の現役兵は約22,000人で、その9割が職業軍人である。フリゲート8隻、潜水艦4隻、ミサイル艇7隻などのほか、海軍航空隊50機と海兵隊を持つ。

## 歴史
チリの海上軍事力は、スペインからの独立戦争（1810年～1826年）中に組織された。正式な軍隊として海軍が創設されたのは、チリが独立を宣言した1818年のことである。独立戦争中、チリ海軍は数度の海戦に勝利し、スペインからの鹵獲艦によってその初期戦力を整備していった。

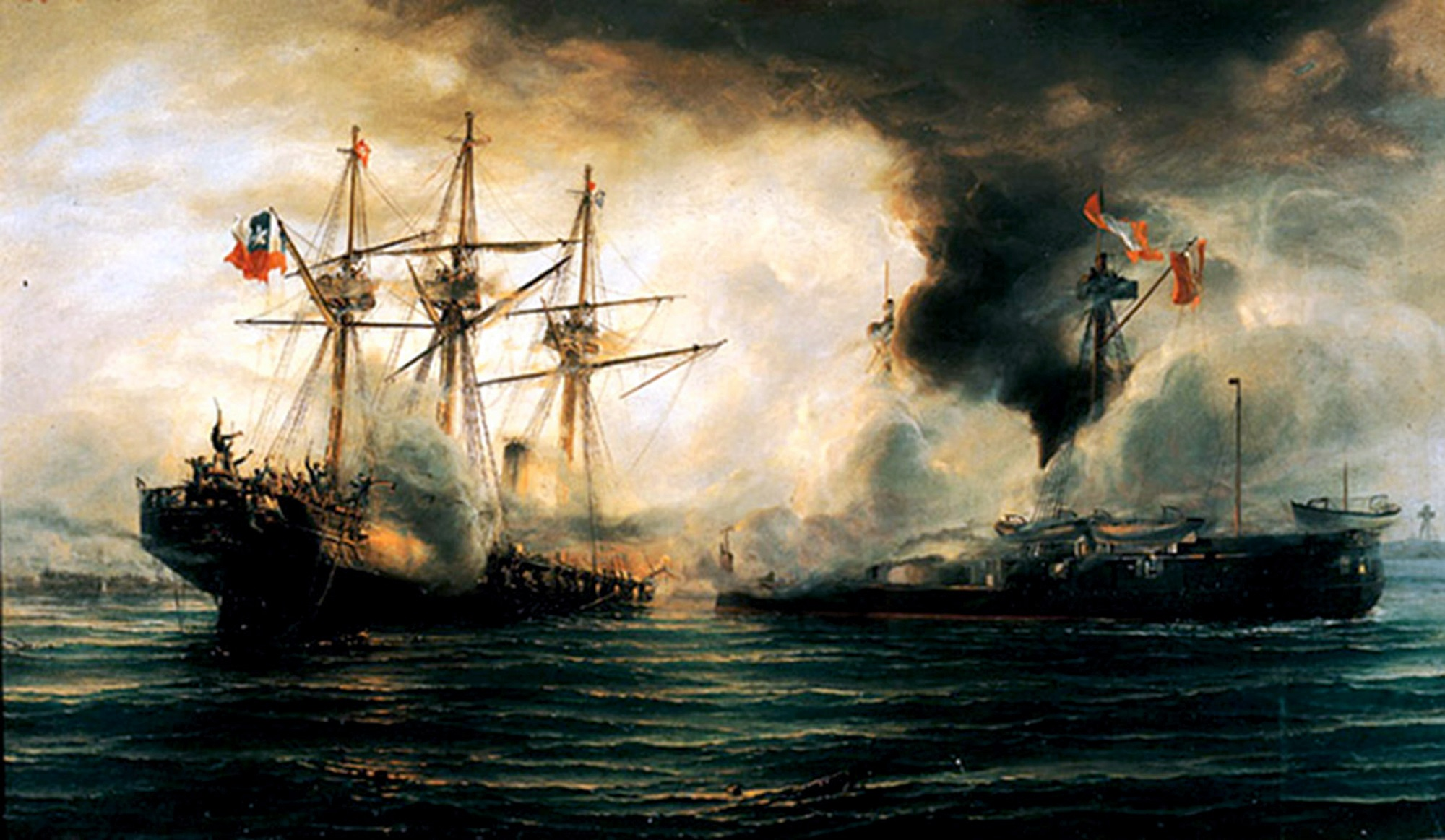
1879年のイキケの海戦。(画:トーマス・ソマスケールズ)

1830年代後半のペルー・ボリビア連合との連合戦争では、1839年1月12日のカスマの海戦（es）でペルー・ボリビア連合艦隊を撃破して制海権を確保し、チリの勝利に貢献した。1864年に起きたスペインとのチンチャ諸島戦争では、1865年11月26日のパプードの海戦で、スペイン砲艦を拿捕する勝利を収めた。
1879年に勃発した南米の太平洋戦争は、チリ海軍にとって史上最大の戦いとなった。この戦争では、制海権が重要な戦略的意義を有し、海軍の役割は重大だった。チリ艦隊は2隻の装甲艦を主力に、イキケの海戦やアンガモスの海戦などでペルー艦隊と激しく戦い、最終的にペルー艦隊を全滅させて制海権をチリのものとした。イキケの海戦で戦死したアルトゥーロ・プラット中佐はチリ海軍最大の英雄とされ、イキケ海戦の発生した5月21日は海軍記念日（Día de las Glorias Navales）に指定されてイキケ海戦記念日（イキケ戦勝記念日）と呼ばれている。また、アンガモスの海戦で鹵獲した装甲艦「ワスカル」は、記念艦として現在も保存されている。

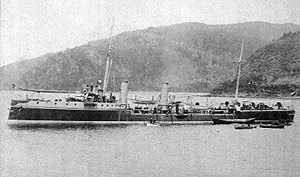
世界で初めて魚雷攻撃を成功させた駆逐艦「リンチ」。

1891年のチリ内戦では、海軍の大部分は議会派に与し、ホセ・マヌエル・バルマセーダ大統領を自殺へと追い込んだ。なお、内戦中の1891年4月23日に、大統領派の駆逐艦「リンチ（Lynch）」と「コンデル（Condell）」が、議会派のアルミランテ・コクレーン級装甲艦「ブランコ・エンカラダ」を雷撃して撃沈したのは、世界初の魚雷による実戦での軍艦撃沈例である。
その後、チリが、ブラジル及びアルゼンチンと並んで南米の地域大国となる中、3カ国間で建艦競争が繰り広げられた。チリ海軍は1911年には超弩級戦艦2隻をイギリスに発注したが、第一次世界大戦の勃発でイギリスに購入された。大戦終結後にうち1隻がチリ海軍の手に戻り、「アルミランテ・ラトーレ」として就役した。第二次世界大戦後には、アメリカからブルックリン級軽巡洋艦を購入したりしている。ただし、第一次世界大戦・第二次世界大戦とも、チリは大半を中立国として過ごしたため、20世紀を通じてチリ海軍が本格的な実戦を経験することはなかった。

## 組織

### 海軍本部

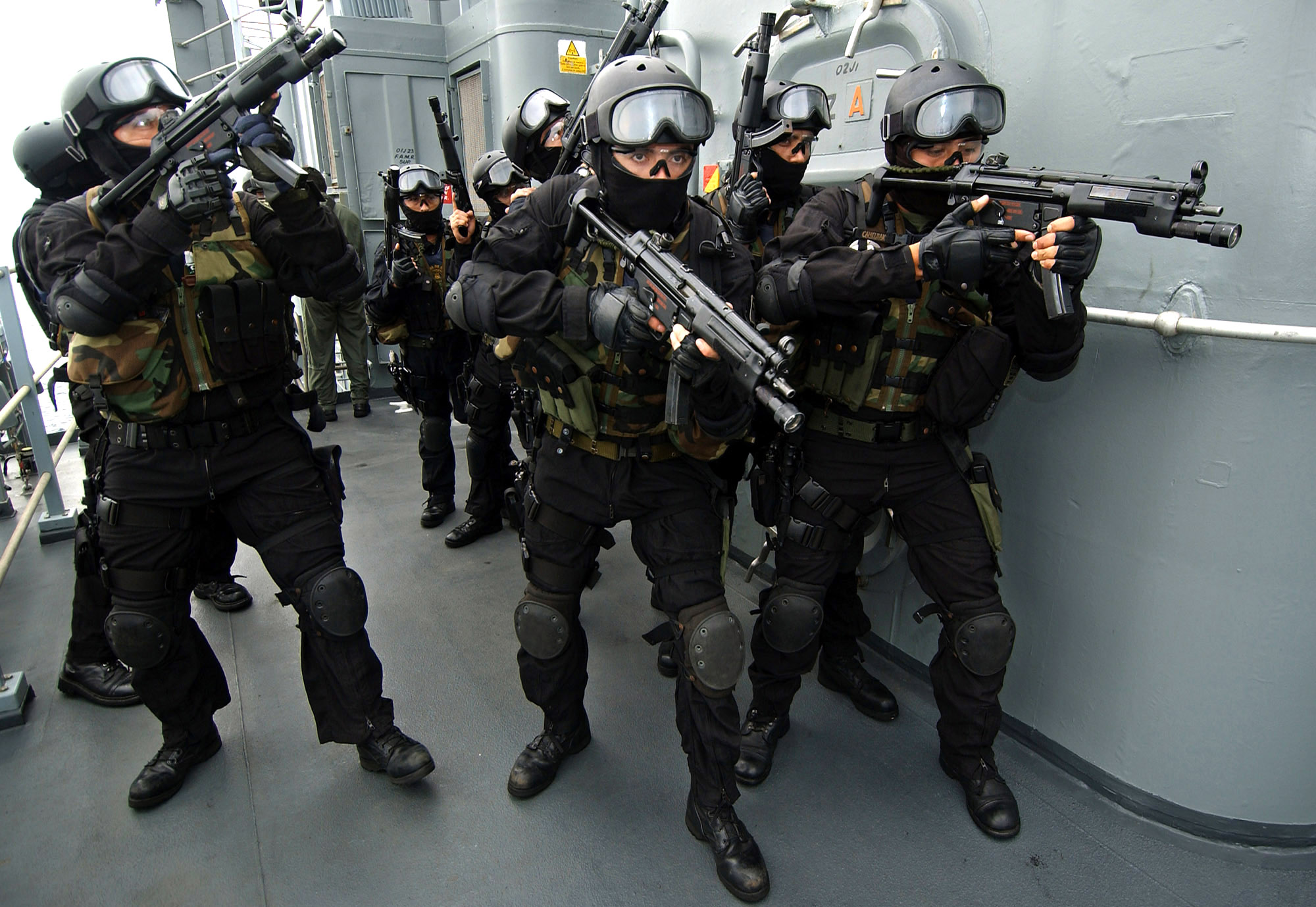
チリ海軍特殊部隊。

- 海軍総司令官
- 海軍参謀総長
  - 監査部
  - 会計監査部
  - 海軍官房
  - 海軍情報局
  - 情報電気通信部
  - 海洋水路部
  - 人事総局
  - 海軍作戦コマンド
  - 財務総局
  - 軍務総局
  - 海事総局
  - 海軍管区
    - 第1海軍管区
    - 第2海軍管区
    - 第3海軍管区
    - 第4海軍管区

### 作戦部隊
- 水上艦部隊
- 潜水艦部隊
- 海兵隊
- 海軍航空隊
- 特殊部隊コマンド
- 水陸両用戦コマンド
- 南北ミサイルコマンド

### 海軍航空隊

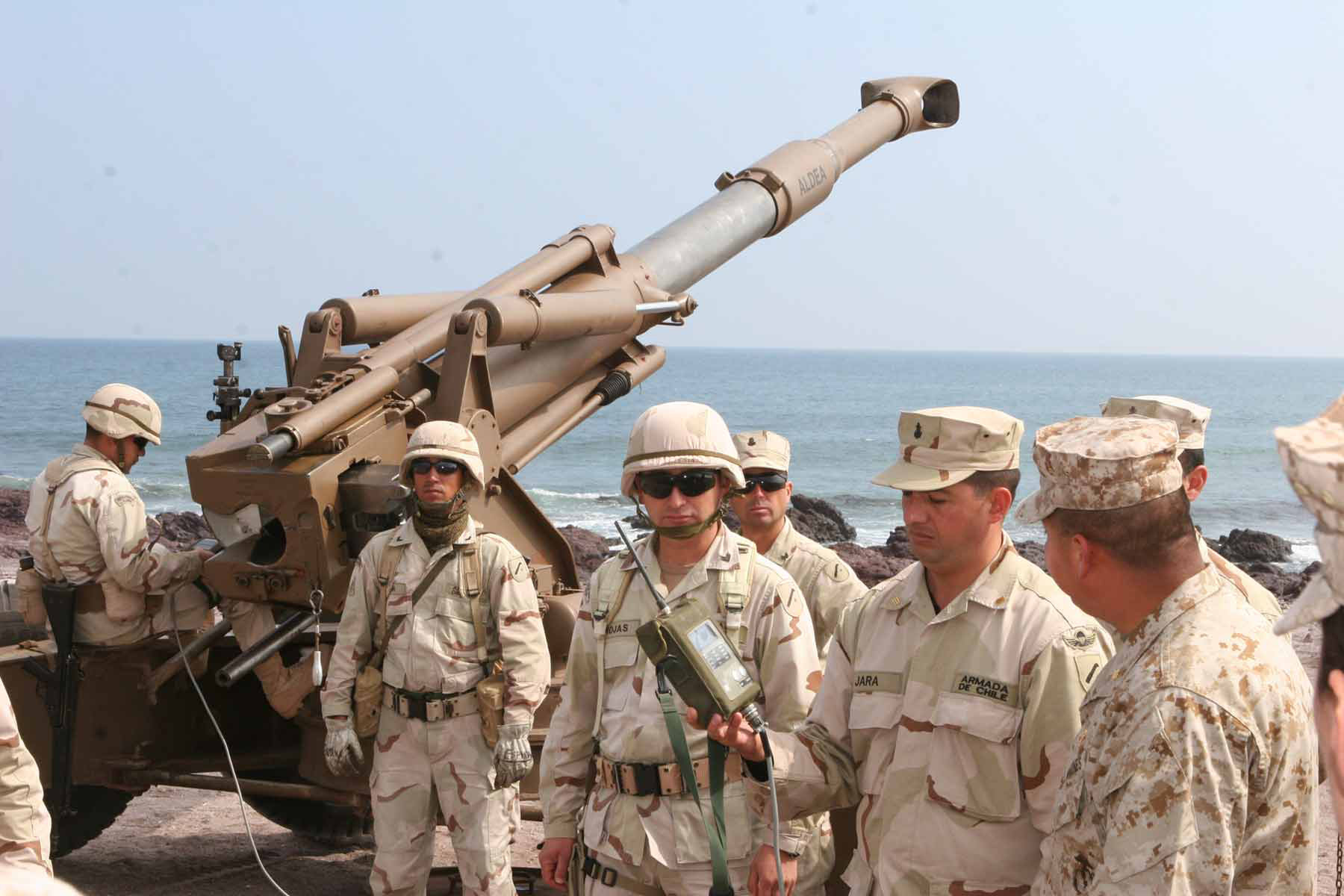
チリ海兵隊の榴弾砲。

人員は600名

### 海兵隊
人員は3,500名
- 第1歩兵分遣隊
- 第2歩兵分遣隊
- 第3歩兵分遣隊
- 第4歩兵分遣隊
- 第51コマンドー群

## 階級
| 士官               |                    |      |
| 海軍大将           | Almirante          | OF-9 |
| 海軍中将           | Vicealmirante      | OF-8 |
| 海軍少将           | Contralmirente     | OF-7 |
| 海軍代将           | Comodoro           | OF-6 |
| 海軍大佐           | Capitán de Navio   | OF-5 |
| 海軍中佐           | Capitán de Fragata | OF-4 |
| 海軍少佐           | Capitán de Corbeta | OF-3 |
| 海軍大尉           | Teniente Primero   | OF-2 |
| 海軍中尉           | Teniente Segundo   | OF-1 |
| 海軍少尉           | Subteniente        | OF-1 |
| 海軍士官候補生     | Guardiamarina      | OF-D |
| 准士官および下士官 |                    |      |
| 兵曹長             | Suboficial Mayor   | OR-9 |
| 上等兵曹           | Suboficial         | OR-8 |
| 1等兵曹            | Sargento Primero   | OR-6 |
| 2等兵曹            | Sargento Segundo   | OR-5 |
| 兵卒               |                    |      |
| 水兵長             | Cabo Primero       | OR-4 |
| 上等水兵           | Cabo Segundo       | OR-3 |
| 1等水兵            | Marinero Primero   | OR-2 |
| 2等水兵            | Marinero Segundo   | OR-1 |

## 主要基地・施設
太平洋方面の海軍基地は、北から順に、イキケ、イースター島、バルパライソ、タルカウアーノ、プエルトモントである。マゼラン海峡に面したプンタ・アレーナス、ビーグル海峡に面したプエルト・ウィリアムズにも海軍基地がある。さらに、チリが領有権主張をしている南極のグリニッジ島アルトゥーロ・プラット観測基地は、チリ海軍の管理下にある。

## 装備

### 艦艇

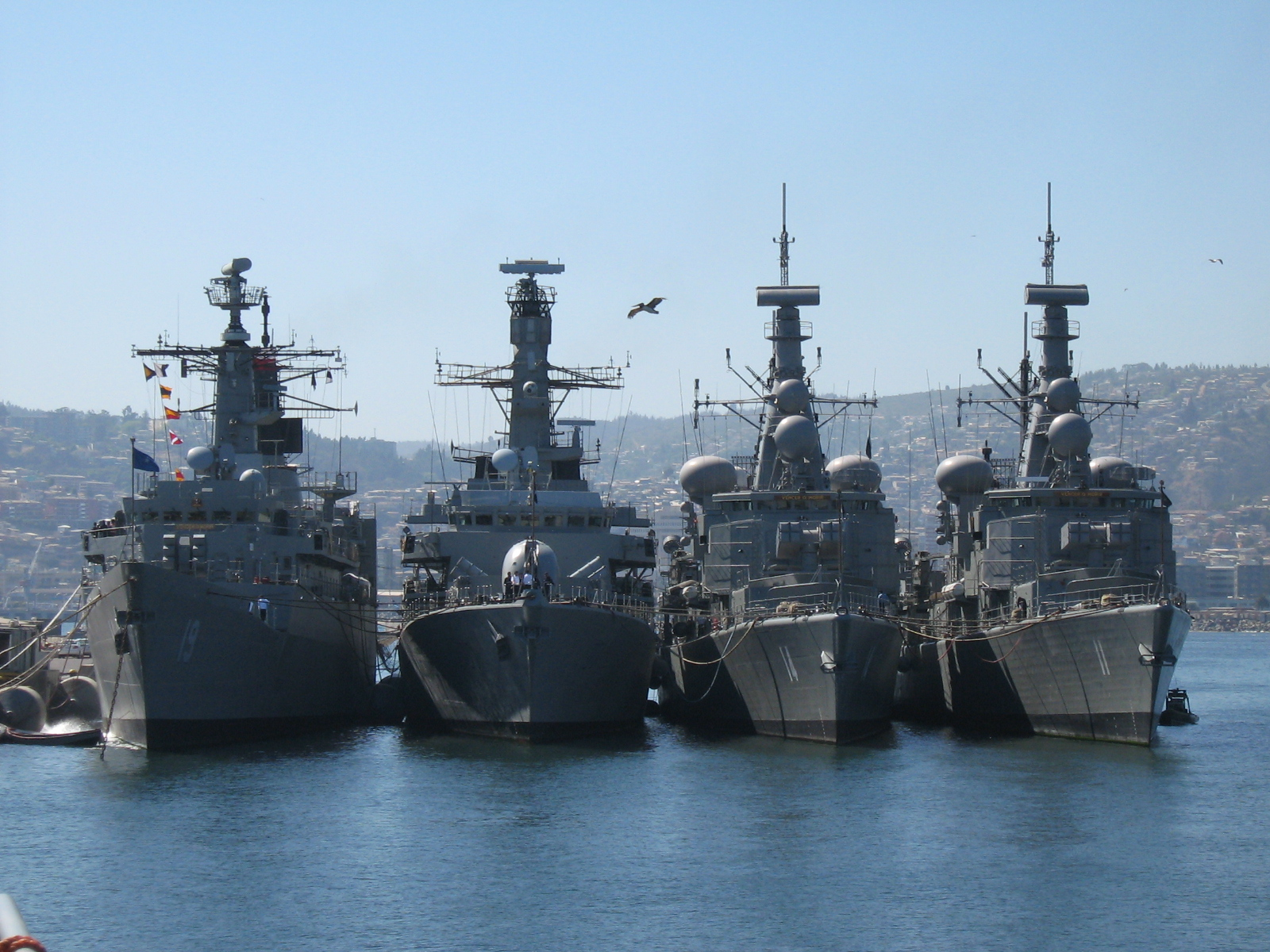
フリゲート艦群。左から22型「ウィリアムズ」、23型の1隻、L型「ラトーレ」「カピタン・プラット」

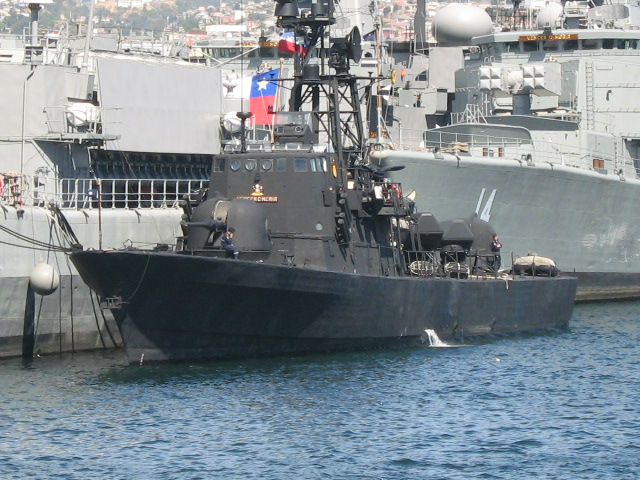
サール4型ミサイル艇「カズマ」

2011年6月現在。『Jane's Fighting Ships 2011-2012』より。
過去に就役した艦艇については「チリ海軍艦艇一覧」を参照。

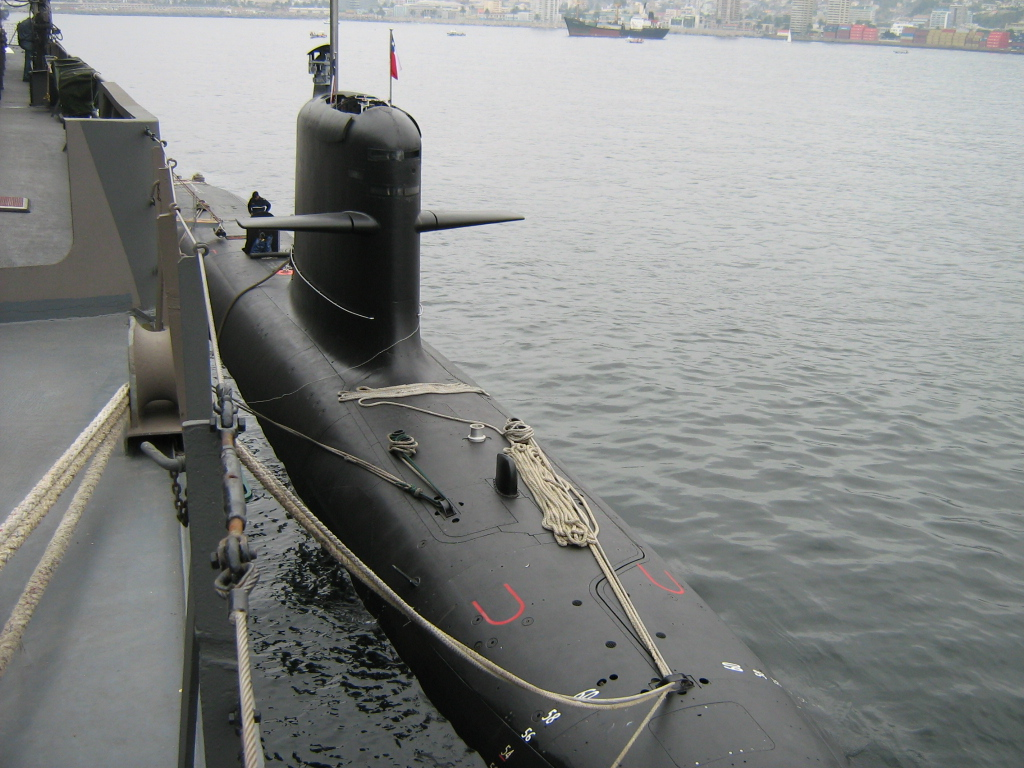
スコルペヌ型潜水艦「オイギンス」

通常動力型潜水艦
- スコルペヌ型×2隻

カレッラ（22 Carrera） - 2005年
オイギンス（23 O'Higgins） - 2006年
- 209/1400型×2隻

トムソン（20 Thomson） - 1984年
シンプソン（21 Simpson） - 1984年
フリゲート
- 旧・蘭カレル・ドールマン級×2隻

アルミランテ・ブランコ・エンカラダ（15 Almirante Blanco Encalada） - 2006年再就役
アルミランテ・リベロス（18 Almirante Riveros） - 2008年再就役
- 旧・蘭ヤコブ・ヴァン・ヘームスケルク級×2隻

カピタン・プラット（11 Capitán Prat） - 2006年再就役
アルミランテ・ラトーレ（14 Almirante Latorre） - 2006年再就役
- 旧・英23型×3隻

アルミランテ・コクレーン（05 Almirante Cochrane） - 2006年再就役
アルミランテ・コンデル（06 Almirante Condell） - 2008年再就役
リンチ（07 Lynch） - 2007年再就役
- 旧・英22型×1隻

アルミランテ・ウィリアムズ（Almirante Williams） - 2003年再就役
ミサイル艇
- 旧・イスラエルサール4型×3隻

カズマ（LM30 Casma） - 1979年再就役
チパナ（LM31 Chipana） - 1981年再就役
アンガモス（LM32 Angamos） - 1997年再就役
- 旧・独ティーガー級[5]×4隻

リケルメ（LM36 Riquelme） - 1997年再就役
オレリャ（LM37 Orella） - 1997年再就役
セラーノ（LM38 Serrano） - 1998年再就役
ウリベ（LM39 Uribe） - 1998年再就役
哨戒艦
- ピロート・パルド級×2隻（3隻計画中）

ピロート・パルド（PZM81 Piloto Pardo） - 2008年
（PZM82 Comandante Toro） - 2009年
哨戒艇
- ミカルビ級×6隻

ミカルビ（PSG71 Micalvi） - 1993年
オルティス（PSG72 Ortiz） - 1993年
イザサ（PSG73 Isaza） - 1994年
ビデラ（PMD74 Videla） - 1994年
カブラレス（PSH77 Cabrales） - 1996年
シバリド（PSG78 Sibbald） - 1996年
戦車揚陸艦（LST）
- マイポ級×2隻

ランカグア（92 Rancagua） - 1983年
チャカブーコ（95 Chacabuco） - 1986年
- 旧・米ニューポート級×1

バルディビア（93 Valdivia） - 1995年再就役
中型揚陸艦（LSM）
- エリクラ級×2隻

エリクラ（90 Elicura） - 1968年
オロンペロ（94 Orompello） - 1964年
灯台見回り船
- （BRS63 George Slight Marshall） - 1978年

測量艦
- 旧・加艦×1隻

（AP46 Conte-Almirante Oscar Viel Toro） - 1995年再就役
海洋観測艦
- （AGS61 Cabo de Hornos） - 2012年就役予定

練習帆船
エスメラルダ（BE43 Esmeralda） - 1954年
潜水母艦
- アルミランテ・メリノ（42 Almirante Merino） - 1971年

浮ドック
- 各型×4隻

（131 Ingeniero Mery） - 1973年再就役
（132 Mutilla） - 1960年再就役
（133 Talcauano） - 1999年再就役
（Marinero Gutierrez） - 1991年
補給艦
- アラウカノ（AO53 Araucano） - 2010年再就役
- 旧・米ヘンリー・J・カイザー級×1隻

アルミランテ・モント（AO52 Almirante Montt） - 2009年再就役
輸送艦
- アキレス（AP41 Aquiles） - 1988年

港内輸送艇
- Meteoro級×2隻

（YFB110 Meteoro） - 1968年
（YFB111 Grumete Perez） - 1975年
曳船
- Veritas級×2隻

（ATF66 Galvarino） - 1974年
（ATF67 Lautaro） - 1973年

### 航空機

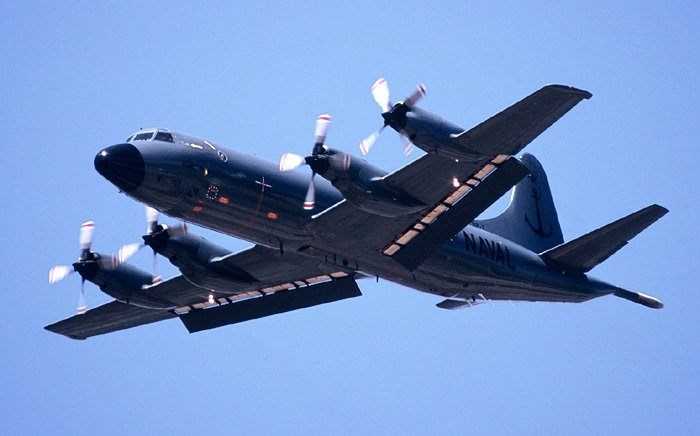
P-3ACH

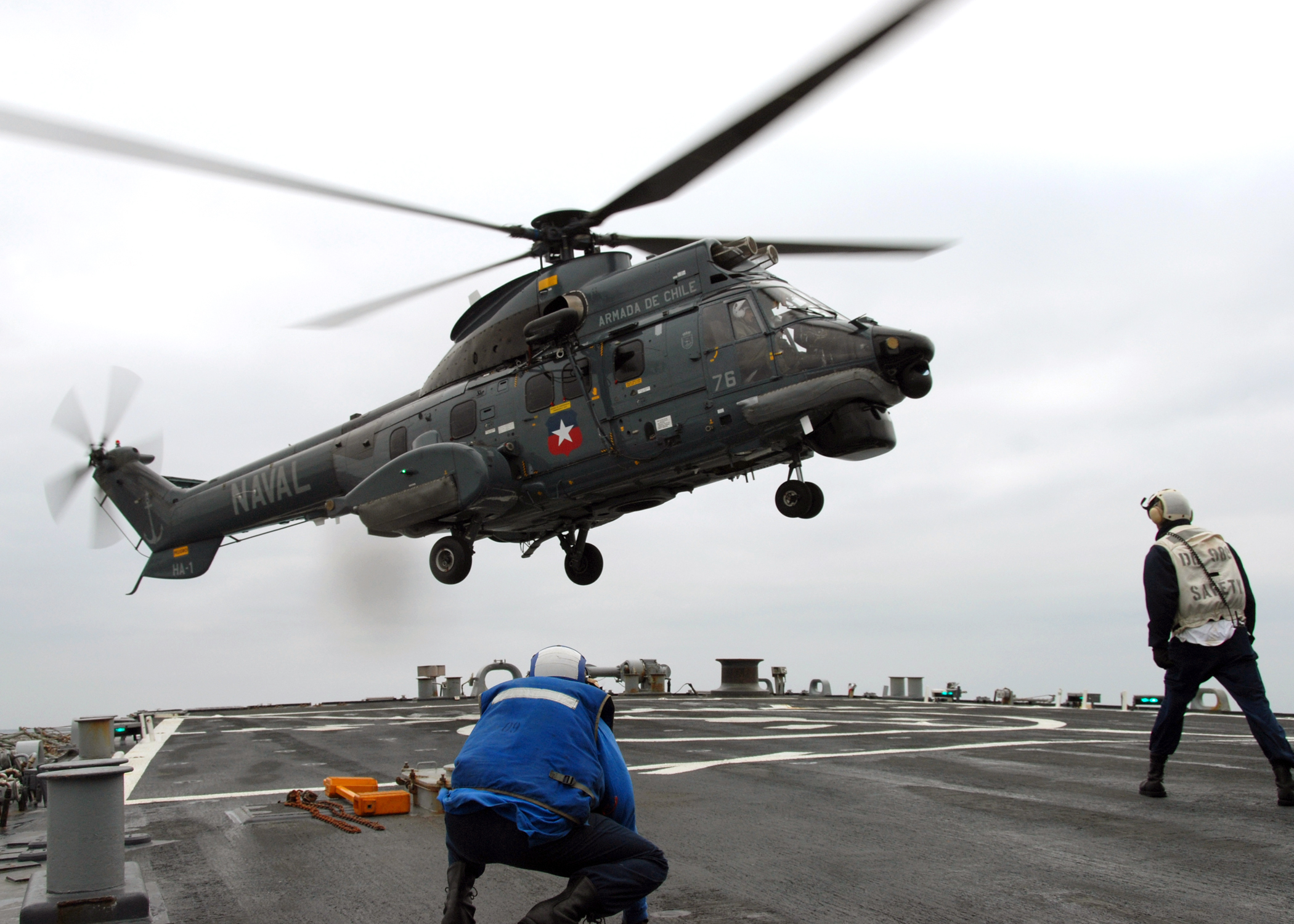
米軍艦に着艦するシュペール・クーガー。

2011年6月現在。『Jane's Fighting Ships 2011-2012』より。
固定翼機
- ロッキード P-3ACH哨戒機 × 3機
- EADS CASA C-295 パースエイダー哨戒機 × 3機
- CASA 212/300 輸送機 × 2機
- ボーイング707 × 1機[6]
- エンブラエルEMB-111 バンデイランテ小型輸送機 × 4機
- セスナ O-2A スカイマスター輸送・連絡機 × 8機
- PC-7 ターボトレーナー練習機 × 7機

回転翼機
- アエロスパシアル NAS332C クーガー対潜ヘリコプター × 5機
- アエロスパシアル ドーファン AS-365N2捜索救難ヘリコプター × 8機
- MBB BBO105C捜索救難ヘリコプター × 4機
- ベル 206B ジェットレンジャー汎用ヘリコプター × 4機

### 陸戦兵器
- スコーピオン軽戦車 × 12輌
- モワグ・ローランド搭載型装輪装甲車 × 25台
- KH-178 105mm榴弾砲 × 16門
- G5 155mm榴弾砲 × 28門
- 81mm迫撃砲 × 50門
- M40 106mm無反動砲 × 30門
- ブローパイプ携行式地対空ミサイル

## その他
- 記念艦

RH ワスカル（Húascar）

## ギャラリー

国旗・軍艦旗
海軍用国籍旗
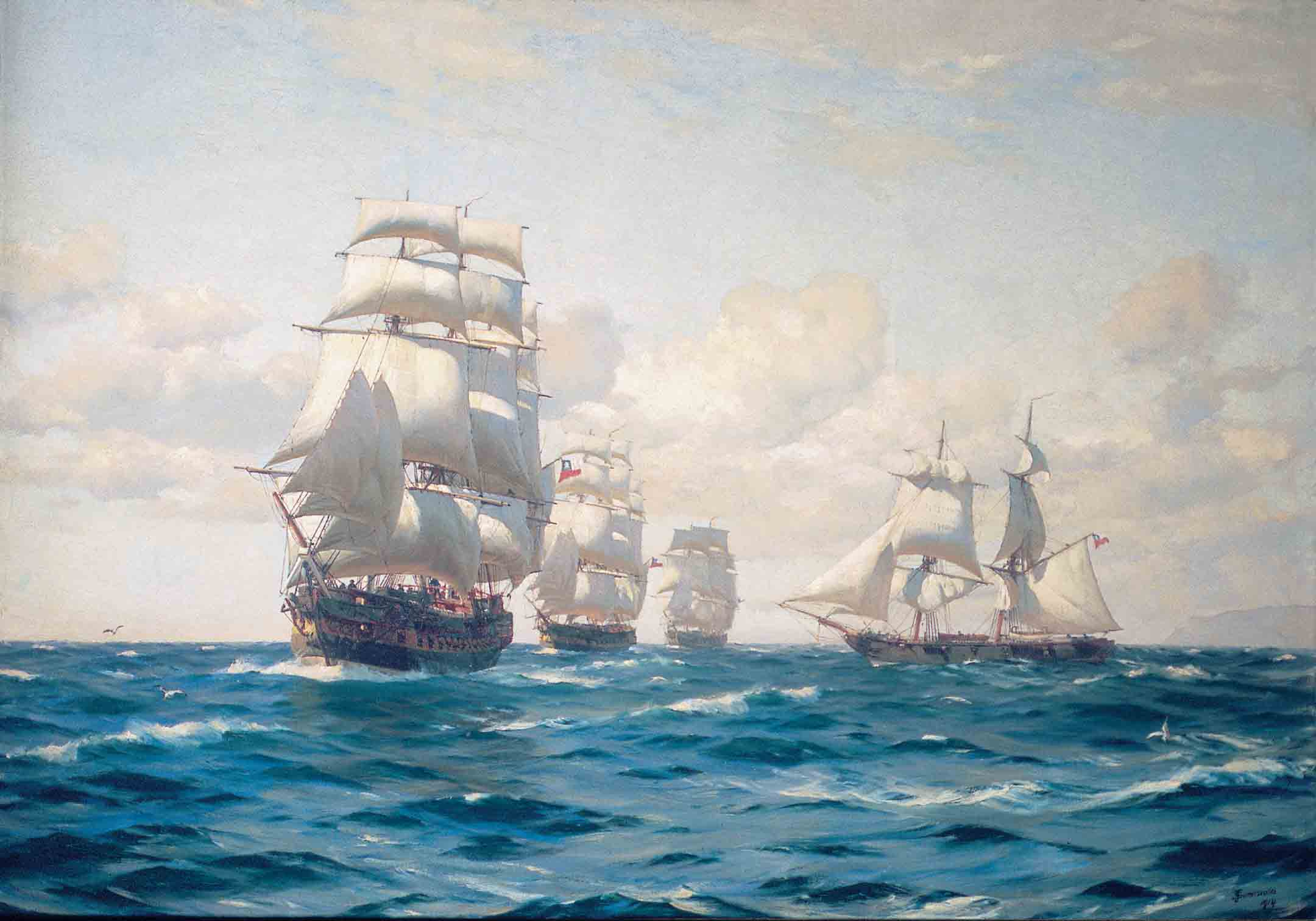
草創期のチリ艦隊。
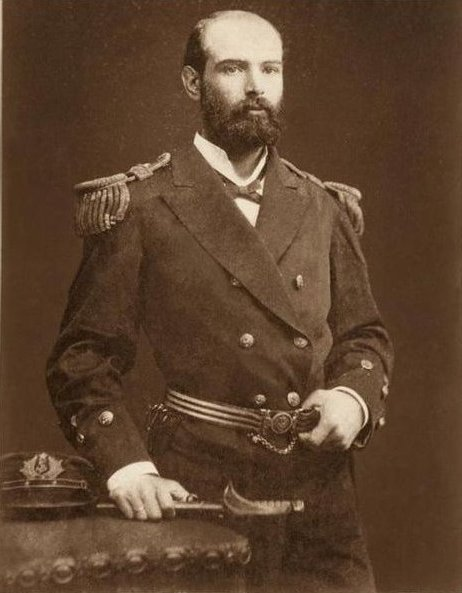
アルトゥーロ・プラット中佐。
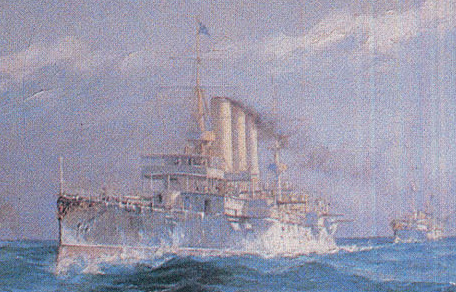
装甲巡洋艦「オイギンス」
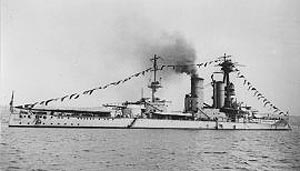
戦艦「アルミランテ・ラトーレ」（イギリス艦時代）
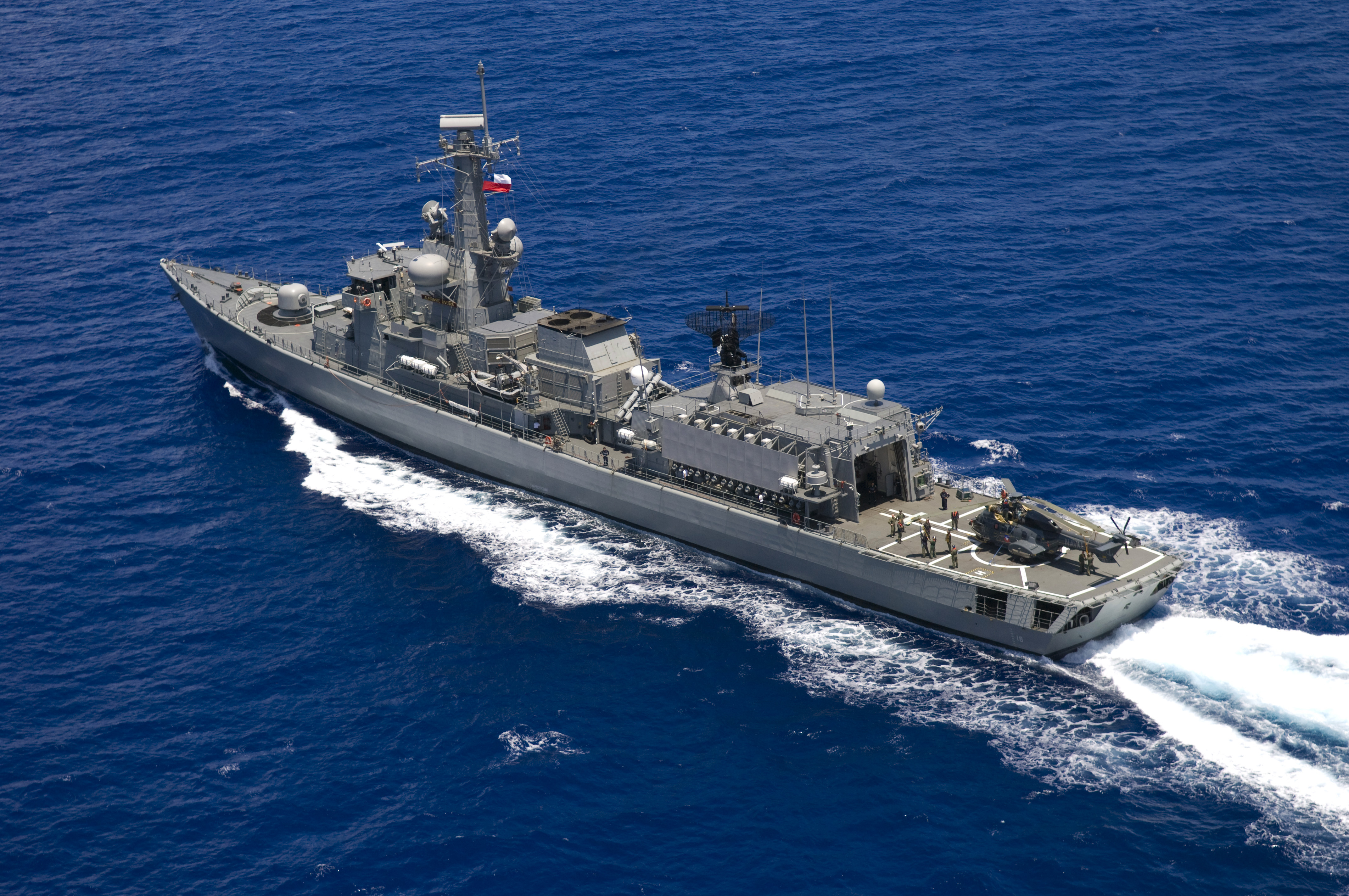
フリゲート「アルミランテ・リベロス」
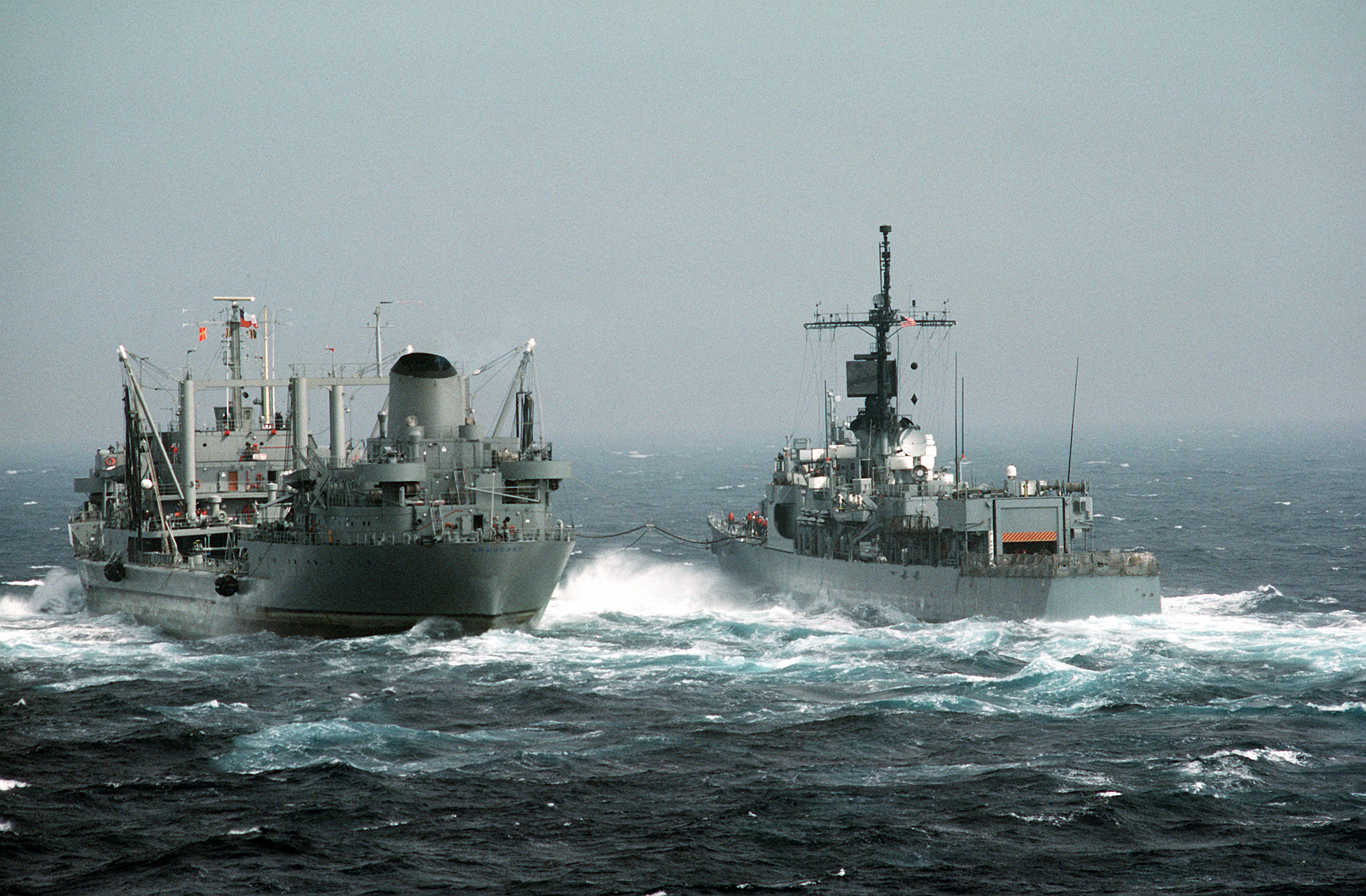
アメリカ艦に給油中の補給艦「アラウカノ」
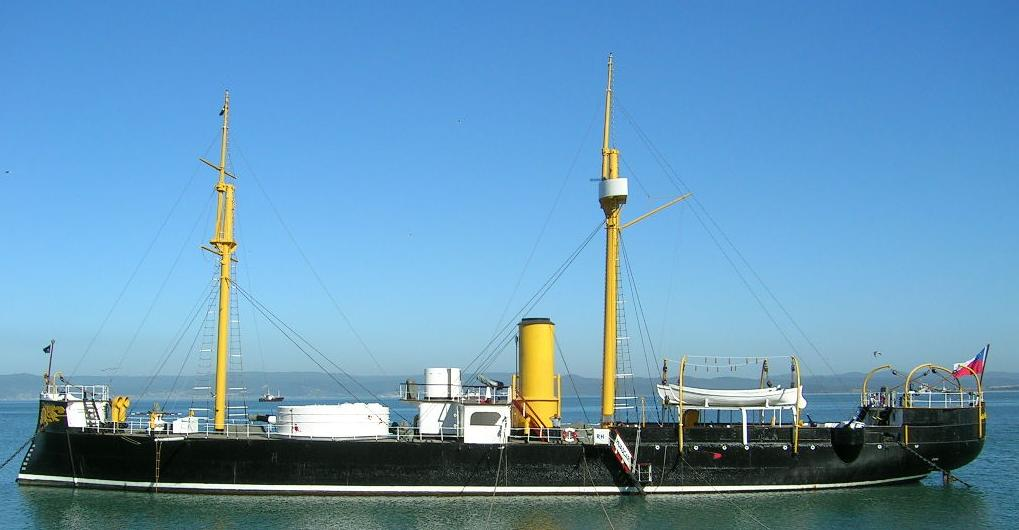
記念艦「ワスカル」